# Lebensschutz
Lebensschutz wurde, zusammen mit den Begriffen Biophylaxe und Bioprotektion, vor allem in den 1960er und 1970er Jahren von einzelnen Gruppen der Umweltschutzbewegung als Oberbegriff für die Gesamtheit aller Schutzmaßnahmen zur Erhaltung der Lebensgrundlagen für Menschen, Tiere und Pflanzen verwendet. Lebensschutz in diesem Zusammenhang umfasste alle Bereiche des Naturschutzes und Umweltschutzes.

## Begriff
Die Bedeutung als Oberbegriff für die Gesamtheit aller Schutzmaßnahmen zur Erhaltung der Lebensgrundlagen führte zur Gründung eines Weltbund zum Schutz des Lebens im Jahre 1960. Die wissenschaftliche Begründung findet sich z. B. in der Veröffentlichung von Herbert Bruns, Institut für Biologie, Umwelt und Lebensschutz, Schlangenbad, aus dem Jahr 1962. „Lebensschutz“  wie auch „Biopolitik“ (zusammenfassender Oberbegriff für Gesundheits-, Umwelt- und Überlebenspolitik) sind nach Bruns „Zweige der angewandte Biologie und damit auch Teilgebiet der Biologie“.
Der Begriff wurde später auch von anderen aufgegriffen:
- So veröffentlichte Hubert Weinzierl (ab 1964 im Präsidium des Deutschen Naturschutzrings), von 1983 bis 1998 an der Spitze des Bundes für Umwelt und Naturschutz Deutschland 1966 einen Aufsatz unter dem Titel Lebensgefährdung – Lebensschutz. Wie sich meine Heimat veränderte.[3]
- Hartmut Gründler schrieb 1973 zu den Begriffen Lebensschutz und Umweltschutz:
„Zur Begründung des von H. Bruns 1962 wissenschaftlich begründeten und international eingeführten Wortes ‚Lebensschutz‘ (Bioprotektion, protection of life, protection de la vie) anstelle des unbedachten Wortes ‚Umweltschutz‘ gibt es zahlreiche Argumente; eines genügt: lebensfeindliche Umwelten verdienen keinerlei Schutz – ganz im Gegenteil.“[4]

Aufgrund dieser Konzeption kam es auch zur Benennung von Vereinigungen:
- Der 1958 gegründete Weltbund zum Schutz des Lebens breitete sich mit Niederlassungen in mehr als 30 Staaten der Erde aus
- Der 1974 gegründete Tübinger Arbeitskreis Lebensschutz – Gewaltfreie Aktion im Umweltschutz e. V. war Mitglied der Deutschen Lebensschutz-Verbände und Bürgerinitiativen e. V.; sein Gründer, Hartmut Gründler, war seit 1971 Mitglied des von Bruns geleiteten Bundes für Lebensschutz.[5]
- Es gab in den 1970er Jahren eine Demokratische Lebensschutzbewegung, gegründet im März 1974.
- Weiterhin spielt der Begriff in der Programmatik der Aktionsgemeinschaft Unabhängiger Deutscher, die sich 1973 auf ihrem Parteitag in Kassel selbst als „Partei des Lebensschutzes“ deklariert hatte, eine Rolle und heute noch in der Ökologisch-Demokratischen Partei im Sinne eines umfassenden Natur-, Tier- und Menschenschutzes.
- Zur Europawahl 1989 und zu den Bundestagswahlen 1987 und 1990 trat eine Partei namens Deutsche Solidarität – Union für Umwelt und Lebensschutz (ÖKO-UNION) an.[6]